# Joshua Richards
Joshua Richards ist ein britischer Theater- und Filmschauspieler.

## Leben
Richards verbrachte den Großteil seines Lebens in Yorkshire. Er ist ehemaliges Mitglied der bekannten Royal Shakespeare Company und langjähriger, erfahrener Bühnendarsteller. Erstmals trat er 1985 in der Fernsehserie Bowen A'i Bartner auf. Nach weiteren Auftritten in einzelnen Episoden mehrerer Fernsehserien hatte er 2000 in Rancid Aluminium seinen ersten Filmauftritt. 2004 spielte er in einer Nebenrolle im Spielfilm Troja an der Seite von Schauspielgrößen wie Brad Pitt, Orlando Bloom, Sean Bean oder Diane Kruger. Seit 2019 hat er eine Rolle in der Fernsehserie Emmerdale als Wrestler Bear Wolf.

## Filmografie
- 1985: Bowen A'i Bartner (Fernsehserie)
- 1988: Screen Two (Fernsehserie, Episode 4x08)
- 1997: Robin Hood The New Adventures of Robin Hood (Fernsehserie, Episode 2x04)
- 1999: Heartbeat (Fernsehserie, Episode 8x21)
- 2000: Rancid Aluminium
- 2004: Troja
- 2006: High Hopes (Fernsehserie)
- 2010: Devil’s Bridge
- 2011: Panic Button
- 2011: Huki Ulua (Kurzfilm)
- 2011: Playing Burton
- 2013: A Viking Saga: The Darkest Day
- 2013: Downton Abbey (Fernsehserie, Episode 4x08)
- 2013: Royal Shakespeare Company: Richard II (Fernsehfilm)
- 2014: Royal Shakespeare Company: Henry IV Part I
- 2014: Royal Shakespeare Company: Henry IV Part II
- 2015: RSC Live: Henry V
- 2016: The Lighthouse
- 2017: King Arthur: Excalibur Rising
- 2018: A Very English Scandal (Mini-Fernsehserie, Episode 1x03)
- seit 2019: Emmerdale (Fernsehserie)